# Osthryth
Osthryth, född okänt år, död 697, var en drottning av Mercia, gift med Æthelred av Mercia.
Hon var dotter till Oswiu av Northumbria. Hon mördades av ett antal av Mercias adelsmän av orsaker som inte längre är kända, men som har varit föremål för spekulationer. 